# Отон Жупанчич
Отон Жупанчич (словен. Oton Župančič, Виница, 23. јануар 1878 — Љубљана, 11. јун 1949) био је словеначки песник, преводилац и писац драма.

## Биографија
Сматра се, уз Ивана Цанкара, Драготина Кетеа и Јосипа Мурна, једним од зачетника модерне у словеначкој књижевности. За време Другог светског рата био је близак антифашистичком покрету.
Жупанчич потиче из паланке Винице, код Чрномеља, у Белој Крајини.
По њему је названа Улица Отона Жупанчича у Београду.

## Дела
Поезија
- Чаша опојности (1899)
- Чез план (Преко равнице, 1904)
- Самоговори (Монолози, 1908)
- (У Видову зору, 1920)
- Зимзелен под снегом (1945)

Дечја литература
- (Ускршња јаја, 1900)
- (Безбрижне шетње, 1913)
- (Сто загонетки, 1915)
- (Цицибан и друго, 1915)

Драме
- (1904)
- (1924)